# American Beauty/American Psycho
American Beauty/American Psycho (đôi khi được viết gọn là AB/AP) là album phòng thu thứ sáu của ban nhạc rock người Mĩ Fall Out Boy, phát hành thông qua Island Records vào ngày 16 tháng 1 năm 2015. Đây là album tiếp nối album đánh dấu sự trở lại trước đó của ban nhạc, Save Rock and Roll (2013).
"Centuries" - đĩa đơn phát hành vào ngày 9 tháng 12 năm 2014, đạt được vị trí trong top 10 và được chứng nhận bạch kim - là khởi đầu suôn sẻ cho việc phát hành album. Bài hát chủ đề của album, "American Beauty" đã được ra mắt trên một đài phát thanh vào ngày 24 tháng 12 năm 2014, sau đó được phát hành thành đĩa đơn thứ hai tại Vương quốc Anh vào ngày 15 tháng 12 năm 2014.
Đầu tháng 1 năm 2015, American Beauty/American Psycho ra mắt tại vị trí quán quân bảng xếp hạng US Billboard 200 với doanh số đạt 218.000 bản trong tuần đầu phát hành, trở thành album thứ ba liên tiếp đạt ngôi quán quân của nhóm nhạc.
Với sự hỗ trợ của hãng thu âm, Fall Out Boy sẽ biểu diễn trong chương trình nhạc hội Soundwave được tổ chức tại Úc, và đã lên lịch cho một chuyến lưu diễn tại Vương quốc Anh và một chuyến lưu diễn tại Hoa Kỳ, The Boys of Zummer.

## Bối cảnh sản xuất và thu âm
Fall Out Boy bắt đầu viết nhạc cho album phòng thu thứ sáu của nhóm vào mùa hè năm 2014, trong khi nhóm vẫn đang quảng bá cho album phát hành trước đó vào năm 2013, Save Rock and Roll với chuyến lưu diễn Monumentour cùng với đồng nghiệp là ban nhạc người Mĩ Paramore. Việc thu âm cũng được khởi động ngay sau đó, và bài hát "Centuries" là một trong số những bài hát đầu tiên được viết lời và thu âm. Tính đến cuối tháng 11 năm 2014, tất cả bài hát cho album đã được viết xong và album đã hoàn thiện đến 80%, nhưng vẫn cần phải hoàn tất. Trong thời gian thực hiện album trước đó, Fall Out Boy vừa mới chỉ bắt đầu nhận ra rằng các phương pháp ghi âm âm nhạc đã thay đổi từ khi nhóm xảy ra gián đoạn về thành viên, nhưng cuối cùng nhóm đã hoàn toàn chấp nhận những sự thay đổi để thu âm American Beauty/American Psycho. Nhà sản xuất Jake Sinclair đã giúp nhóm nhận ra những phần được thu âm thành các bản demo lưu trên máy tính xách tay vẫn có thể trở thành một sản phẩm hoàn thiện.
Sau khi phát hành "Centuries", nhóm nhạc chia sẻ rằng album có thể sẽ được phát hành vào "Đầu năm 2015". Nói về phần âm thanh của album mới, tay trống Pete Wentz mô tả những nhạc cụ mới như "David đấu với Goliath", và rằng những thử nghiệm với những âm thanh hiện đại đã hòa hợp cùng với pop punk và pop rock. Album sẽ có một âm hưởng mới; Pete Wentz nói: "[Brian Hiatt] đã tweet rằng, vấn đề với modern rock (rock hiện đại) là chính nó [nó không hiện đại], [tôi] và nói chung, chúng tôi đã cảm thấy có thứ gì đó không ổn. [Rock] không nên bị bó hẹp trong một góc nhỏ cũ kĩ ở trung tâm một cái đàn ghi-ta, để cho các ông bố đi tìm nó. Trong khi nhận sự giúp đỡ của nhà sản xuất SebastiAn, chúng tôi đã từng muốn làm một điều gì đó mang tính quay ngược về quá khứ hơn là hướng đến tương lai." Theo lời của Patrick Stump thì, "Tất cả những gì tôi có thể nói về album là, một vài người sẽ thích nó. Một số người sẽ không thích nó. Bốn chúng tôi rất thích album này, nên giờ chúng tôi rất vui."

## Sáng tác

### Âm nhạc
Ban nhạc thấy rằng họ đã chịu ảnh hưởng từ việc biểu diễn cùng các nghệ sĩ khác và đã mở rộng giới hạn của chính họ đi xa hơn những gì mà album Save Rock and Roll đã làm được. Mục tiêu của Stump là muốn tạo ra một album mới mang tính liên kết hơn Save Rock and Roll, "album mà bạn có thể chọn nghe bất cứ bài hát nào và thấy rằng chúng như thể ở trong cùng một album vậy." Nam ca sĩ muốn một album mà người nghe có thể "hiểu được nó như thế nào trong cả một thời gian dài". Trong khi, Wentz lại tập trung vào việc làm cho nhạc rock trở nên gần gũi hơn với văn hóa đại chúng (và do đó cần phải được phát trên các đài phát thanh) để thể loại nhạc này có thể được chơi tại các địa điểm lớn, qua đó tiếp tục việc duy trì di sản của họ như là một "ban nhạc rock có sức gần gũi lớn trong thời điểm hiện tại". Wentz cho biết, "Rock 'n' roll chính là ý tưởng tiến bộ này, [với] khả năng nguy hiểm và mang phạm vi hướng đến tương lai. Việc nghĩ rằng sẽ giữ kín ý tưởng này trong những hòn đá không chỉ làm cho nó trở nên bớt nguy hiểm mà còn khiến nó trở thành một điều gì đó tầm thường và kì quặc. Với tôi, ý tưởng này không đơn thuần là chính nó. Tự rào mình vào khu vực nhỏ hẹp này và xích mình trong một cái chuồng chó chưa từng là những gì mà tôi nghĩ về nhạc rock." Tay ghi-ta Joe Trohman nói về album: "Về mặt âm nhạc, nó có sự pha trộn giữa hip-hop và ghi-ta," với "nhiều tiếng ghi-ta trên khuôn mặt của bạn hơn là Save Rock and Roll". Trong một nền công nghiệp chỉ tập trung vào các đĩa đơn, Stump vẫn coi các album là một hình thức thể hiện quan trọng của nghệ thuật — "Tôi đã dành nhiều tâm huyết của mình cho bản thu âm mới này, để đảm bảo nó vẫn là một trải nghiệm được chơi với một thứ tự hợp lý, với âm điệu, nhịp độ và tất cả mọi thứ khác. Album này rất quan trọng với tôi vì những bản thu âm vẫn còn ý nghĩa với tôi."
Bài hát "Centuries" có chứa một phần được lấy mẫu từ bài hát "Tom's Diner" của Suzanne Vega, được thu âm lại bởi nghệ sĩ người Mĩ Lolo. Stump miêu tả bài hát này giống như "cái chóp của một chiếc mũ" để ban nhạc "tái thâm nhập" vào văn hóa đại chúng. Bài "American Beauty/American Psycho" lấy mẫu bài "Too Fast for Love" của Mötley Crüe. Bài hát chủ đề cũng là bài hát mà Patrick Stump yêu thích nhất trong album; anh nhận xét rằng: "Nó có một sự thú vị đậm chất nghệ thuật, và đồng thời cũng rất vui nhộn nữa." Bài hát "Uma Thurman" được đặt tên theo tên một nữ diễn viên người Mĩ và được lấy mẫu theo bài hát chủ đề của chương trình The Munsters. Thurman đã nghe bài hát và cho phép ban nhạc sử dụng tên của cô một cách hợp pháp. "Irresistible" là một bài hát được-lái-bởi-chiếc-sừng "đã làm rung chuyển cả đấu trường", với nội dung về một tình yêu chết chóc được Pete Wentz lấy cảm hứng từ sức-cuốn-hút-gây-ra-tai-họa giữa tay trống Sid Vicious của nhóm nhạc Sex Pistols và bạn gái Nancy Spungen. Bài hát "Fourth of July" phần lớn được lấy mẫu từ bài hát "Lost It To Trying" trong album Lanterns của Son Lux. "Twin Skeletons (Hotel in NYC)" có chứa một phần liên kết mang tính ảo giác.

### Ca từ
Wentz, người viết lời chính cho ban nhạc, cảm thấy rằng anh đã "đặt góc nhìn gần hơn" vào cuộc sống cá nhân của anh và viết nhiều hơn về nó. "Ý tưởng sau một vài bài hát là tình yêu kiểu hiện đại và những gì xảy ra trong đời tôi, cũng như những gì tôi nghĩ. Chúng nhiều hơn Save Rock and Roll. Tôi nghĩ rằng Save Rock and Roll mang tính khái quát hơn một chút khi nhắc đến vấn đề này." Bài hát "Centuries" được viết ra với mục đích là để truyền cảm hứng. Một số vấn đề nổi bật như Vụ xả súng tại Ferguson năm 2014 cũng được đưa vào album. Wentz cho biết, "giống như mỗi nghệ sĩ đều có một quan điểm chính trị riêng, nên có những điều mà bạn tin là đúng, bạn nên nói ra." Tuy nhiên, anh cũng khẳng định rằng Fall Out Boy không phải là một nhóm nhạc mang tính chính trị.

## Tiêu đề
"American Beauty", một nửa trong tên của album, xuất phát từ tên một album của Greatful Dead và tên một bộ phim năm 1999. Phần còn lại, "American Psycho", được đặt theo tên một cuốn sách của Bret Easton Ellis và bộ phim chuyển thể cùng tên ra mắt năm 2000.

## Quảng bá
Vào ngày 24 tháng 11 năm 2014, ban nhạc thông báo về album mới và ngày phát hành rơi vào 20 tháng 1 năm 2015. Ban nhạc đã biểu diễn bài hát "Centuries" trong tập cuối mùa thứ bảy của chương trình truyền hình thực tê The Voice cùng với thí sinh Matt McAndrew trong tháng 12 năm 2014. Ban nhạc cũng biểu diễn bài hát này trong lễ trao giải People's Choice Awards lần thứ 41 vào ngày 7 tháng 1 năm 2015. Tạp chí Billboard gọi màn biểu diễn này là màn biểu diễn "đáng nhớ nhất" trong lễ trao giải.

## Danh sách và thứ tự bài hát
Phần lời được viết bởi Pete Wentz, âm nhạc được soạn bởi Fall Out Boy, trừ những bài được ghi chú.
| STT              | Nhan đề                           | Sáng tác                                                                                      | Thời lượng |
| ---------------- | --------------------------------- | --------------------------------------------------------------------------------------------- | ---------- |
| 1.               | "Irresistible"                    |                                                                                               | 3:26       |
| 2.               | "American Beauty/American Psycho" | Fall Out Boy Sebastian Akchoté-Bozovic Nikki Sixx                                             | 3:15       |
| 3.               | "Centuries"                       | Jonathan Rotem Fall Out Boy Michael J. Fonseca Raja Kumari Justin Tranter Suzanne Vega        | 3:51       |
| 4.               | "The Kids Aren't Alright"         |                                                                                               | 4:20       |
| 5.               | "Uma Thurman"                     | Fall Out Boy Jake Sinclair Waqaas Hashmi Jarrel Young Liam O'Donnell Jack Marshall Bob Mosher | 3:31       |
| 6.               | "Jet Pack Blues"                  |                                                                                               | 2:59       |
| 7.               | "Novocaine"                       |                                                                                               | 3:46       |
| 8.               | "Fourth of July"                  | Fall Out Boy Ryan Lott Sinclair                                                               | 3:44       |
| 9.               | "Favorite Record"                 |                                                                                               | 3:23       |
| 10.              | "Immortals"                       |                                                                                               | 3:09       |
| 11.              | "Twin Skeleton's (Hotel in NYC)"  |                                                                                               | 3:40       |
| Tổng thời lượng: | Tổng thời lượng:                  | Tổng thời lượng:                                                                              | 39:01      |

| Phiên bản cao cấp phát hành tại Nhật | Phiên bản cao cấp phát hành tại Nhật | Phiên bản cao cấp phát hành tại Nhật |
| STT                                  | Nhan đề                              | Thời lượng                           |
| ------------------------------------ | ------------------------------------ | ------------------------------------ |
| 12.                                  | "Centuries" (Gazzo phối lại)         |                                      |

| DVD cao cấp phát hành tại Nhật | DVD cao cấp phát hành tại Nhật             | DVD cao cấp phát hành tại Nhật |
| STT                            | Nhan đề                                    | Thời lượng                     |
| ------------------------------ | ------------------------------------------ | ------------------------------ |
| 1.                             | "Centuries" (video âm nhạc)                |                                |
| 2.                             | "Centuries" (hậu trường sân khấu)          |                                |
| 3.                             | "Centuries" (video âm nhạc của Hyperlapse) |                                |

## Xếp hạng và chứng nhận
| Bảng xếp hạng (2015)                     | Vị trí cao nhất |
| ---------------------------------------- | --------------- |
| Australian Albums (ARIA)                 | 3               |
| Album Áo (Ö3 Austria)                    | 12              |
| Album Canada (Billboard)                 | 1               |
| Album Đan Mạch (Hitlisten)               | 25              |
| Album Hà Lan (Album Top 100)             | 40              |
| Album Phần Lan (Suomen virallinen lista) | 25              |
| Album Pháp (SNEP)                        | 55              |
| Album Đức (Offizielle Top 100)           | 12              |
| Album Ireland (IRMA)                     | 6               |
| Italian Albums (FIMI)                    | 69              |
| Mexican Albums (AMPROFON)                | 24              |
| Album New Zealand (RMNZ)                 | 4               |
| Album Na Uy (VG-lista)                   | 16              |
| Album Tây Ban Nha (PROMUSICAE)           | 89              |
| Album Thụy Điển (Sverigetopplistan)      | 13              |
| Album Thụy Sĩ (Schweizer Hitparade)      | 15              |
| Album Anh Quốc (OCC)                     | 2               |
| Album Hoa Kỳ Billboard 200               | 1               |
| US Alternative (Billboard)               | 1               |
| US Rock (Billboard)                      | 1               |

| Quốc gia                                  | Chứng nhận | Số đơn vị/doanh số chứng nhận |
| ----------------------------------------- | ---------- | ----------------------------- |
| Canada (Music Canada)                     | Vàng       | 40.000^                       |
| Anh Quốc (BPI)                            | Vàng       | 100.000^                      |
| ^ Chứng nhận dựa theo doanh số nhập hàng. |            |                               |